# Президент Мальти

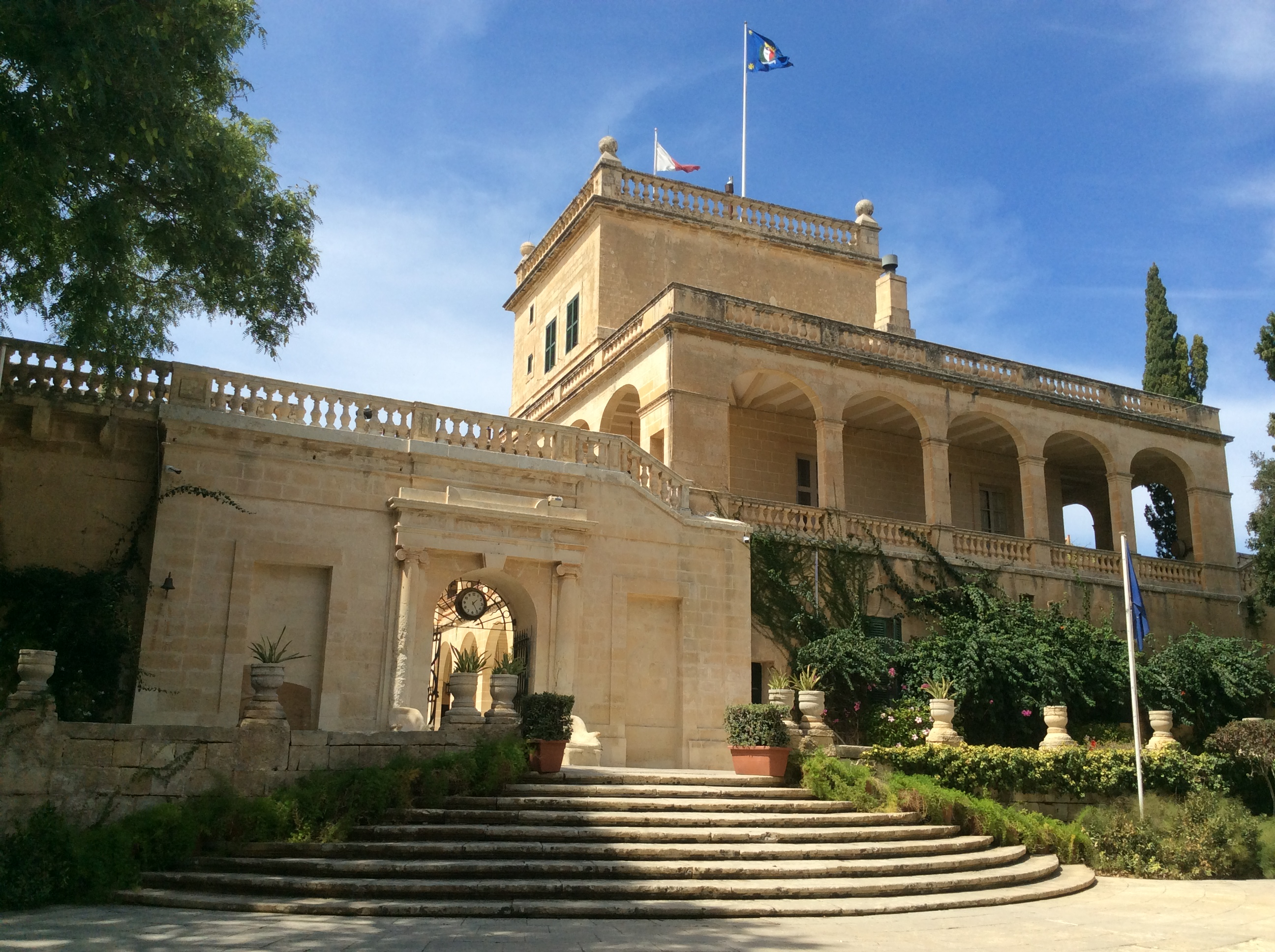
Резиденція президента Мальти

Президент Мальти (мальт. President ta' Malta, англ. President of Malta) — конституційний глава держави Республіка Мальта, гарант конституції країни. Обирається Палатою представників країни терміном на 5 років і присягає «зберігати, захищати і обороняти» Конституцію. Президент очолює виконавчу владу Мальти і входить до складу парламенту. Чинним президентом є лейборист Джордж Велла.

## Загальна характеристика посади
Посада Президента Мальти була запроваджена 13 грудня 1974 року, коли Мальта стала республікою в рамках Британської Співдружності націй. Єлизавета II перестала бути керівником держави. Президентом був вибраний останній генерал-губернатор Мальти Ентоні Мамо. З тих пір посаду обіймали 10 людей (з них — дві жінки), ще двоє були виконувачами обов'язків.
Президентом не може стати особа, яка:
- не є громадянином Мальти;
- уже обіймала посаду Президента;
- обіймала посаду або Верховного судді, судді Вищого суду; була на будь-якій посаді, згаданій у статтях 109, 118 і 120 Конституції.

Президент може бути відсторонений від посади постановою Палати Представників у зв'язку з його негідною поведінкою або якщо він не може виконувати посадові обов'язки через фізичний або психічний стан.
Офіційною резиденцією Президента є Палац Великого Магістра.

## Функції Президента
Президент Мальти:
- обнародує закони
- розпускає Палату представників, якщо їй висловив недовіру уряд
- призначає більшість високопосадовців Мальти (за узгодженням із прем'єр-міністром)
- приймає іноземних послів
- надає помилування злочинцям
- призначає суддів